# 哈多巴士

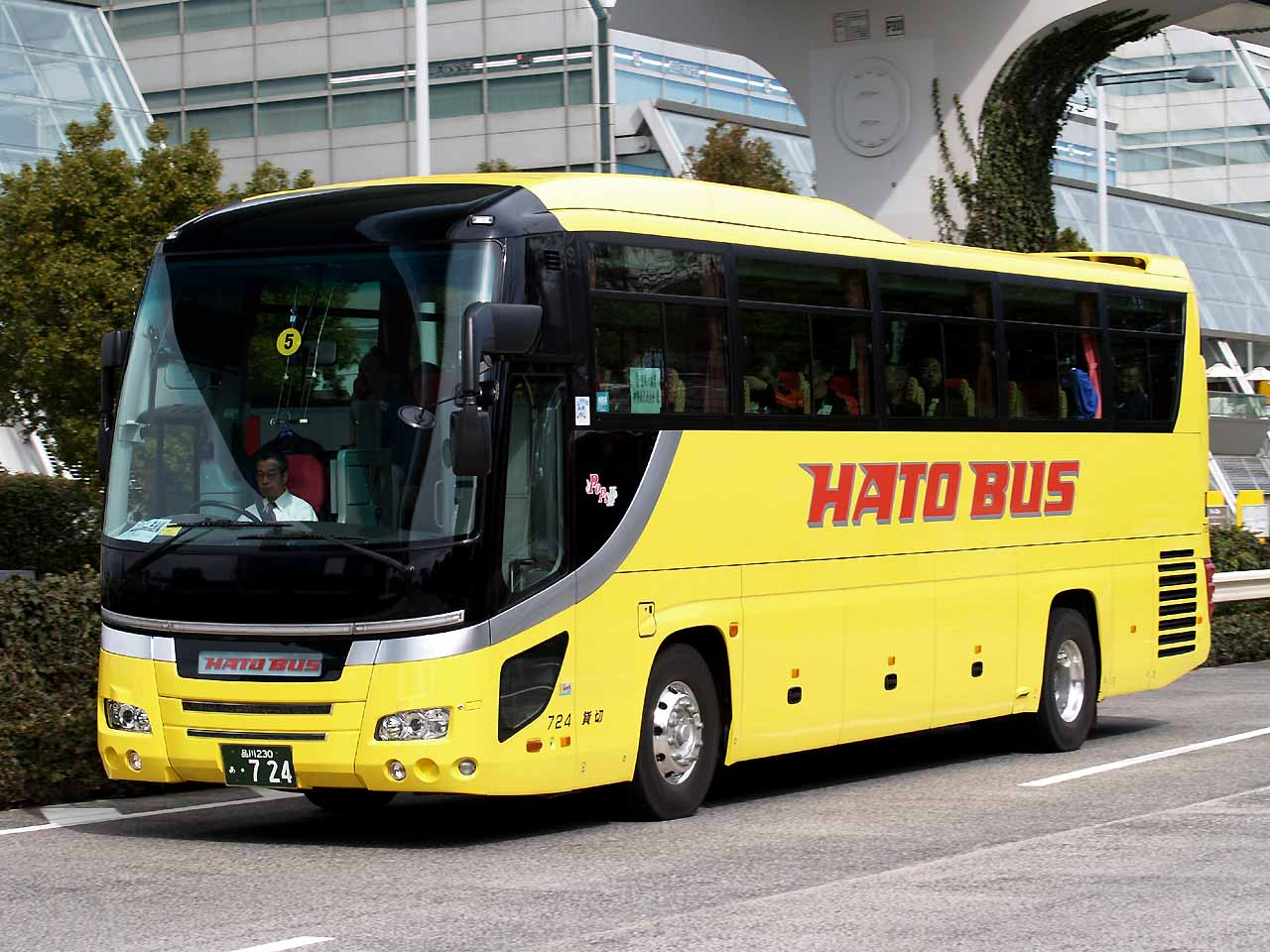
哈多巴士

哈多巴士株式会社（日语： Hato basu ?，；直譯為鸽子巴士）是日本关东地区的一家观光巴士公司。主要在东京都和神奈川县境内运行定期线路，以及提供巴士出租业务。公司地址为东京都大田区平和岛5丁目4-1。

## 概述
哈多巴士目前为非上市公司，注册资本4亿5千万日元。2006年度营业额约170亿日元。雇员944名。東京都政府为公司最大的股东，其他大股东还有JTB、东京地下铁文化财团、东京地下铁、五十铃等。因此具有半官方性质，实际是东京都的都营观光巴士。
1948年8月，新日本观光株式会社成立。1949年3月将观光巴士业务转让给东京都政府。1963年改为现在的名字。其后东京都政府数度增资，现在占有37.9%股权。
1969年公司总部和停车库移到平和岛。
2003年4月东京都内部分都营巴士的线路也委托哈多巴士管理，同时观光线路也延伸到神奈川县境内。

## 主要线路
- 关东地区中长距离旅游巴士（昼夜合计大约100线路）
  - 东京都、长野县、山梨县、栃木縣、茨城县、埼玉县、千叶县、神奈川县、静冈县
  - 需预约，人数满20方可组团

- 东京都内，横浜市内的定期观光巴士

- 竞马场免费巴士
  - 錦糸町站－大井竞马场

※4月到10月赛马期间有前往大井竞马场的免费巴士可搭乘。

## 主要巴士站
- 濱松町 - 濱松町站西口，中长途旅游巴士起点
- 东京 - 东京站南口，东京都观光巴士
- 新宿 - 新宿站西口，中长途旅游巴士起点
- 橫濱 - 橫濱站东口，中长途旅游巴士起点

## 车辆
2008年共有大约130台国产和进口巴士。

### 普通型车辆
因为五十铃是哈多巴士的大股东，所以国产车辆大多数是五十铃生产的大型柴油机车。另外有少量日野汽车，三菱重工，富士重工生产的巴士作为上高地方面路线的专用车辆。车型都比较高级，最大载员55人。60年代曾经保有一些小巴士。后来还有少量专供租赁的9米长巴士到2005年为止已经全部退役。
2008年6月为庆祝公司成立60周年购入日野环保型巴士，同年7月19日投入东京都内的定期观光。

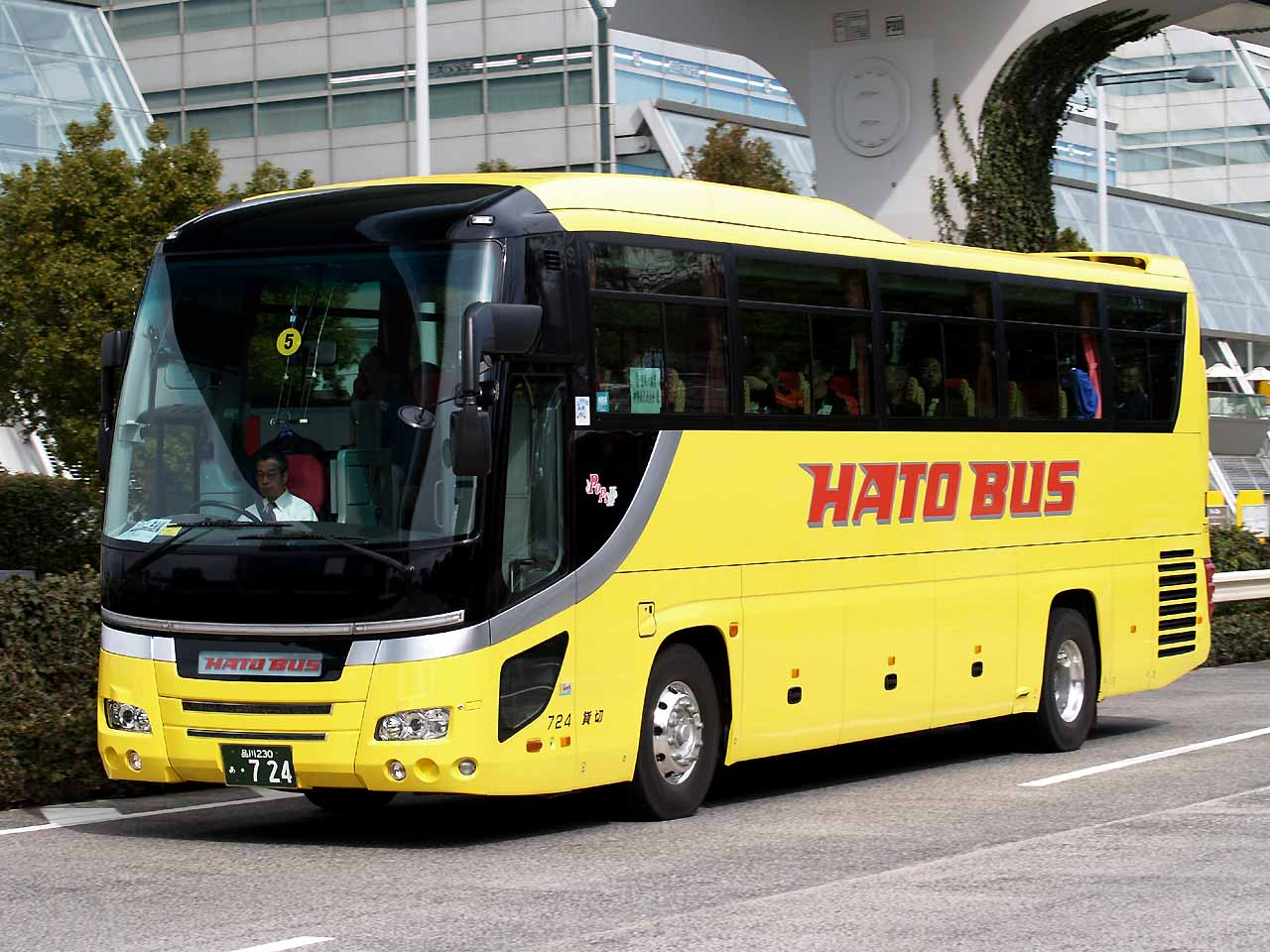
租赁用车（新型selega）
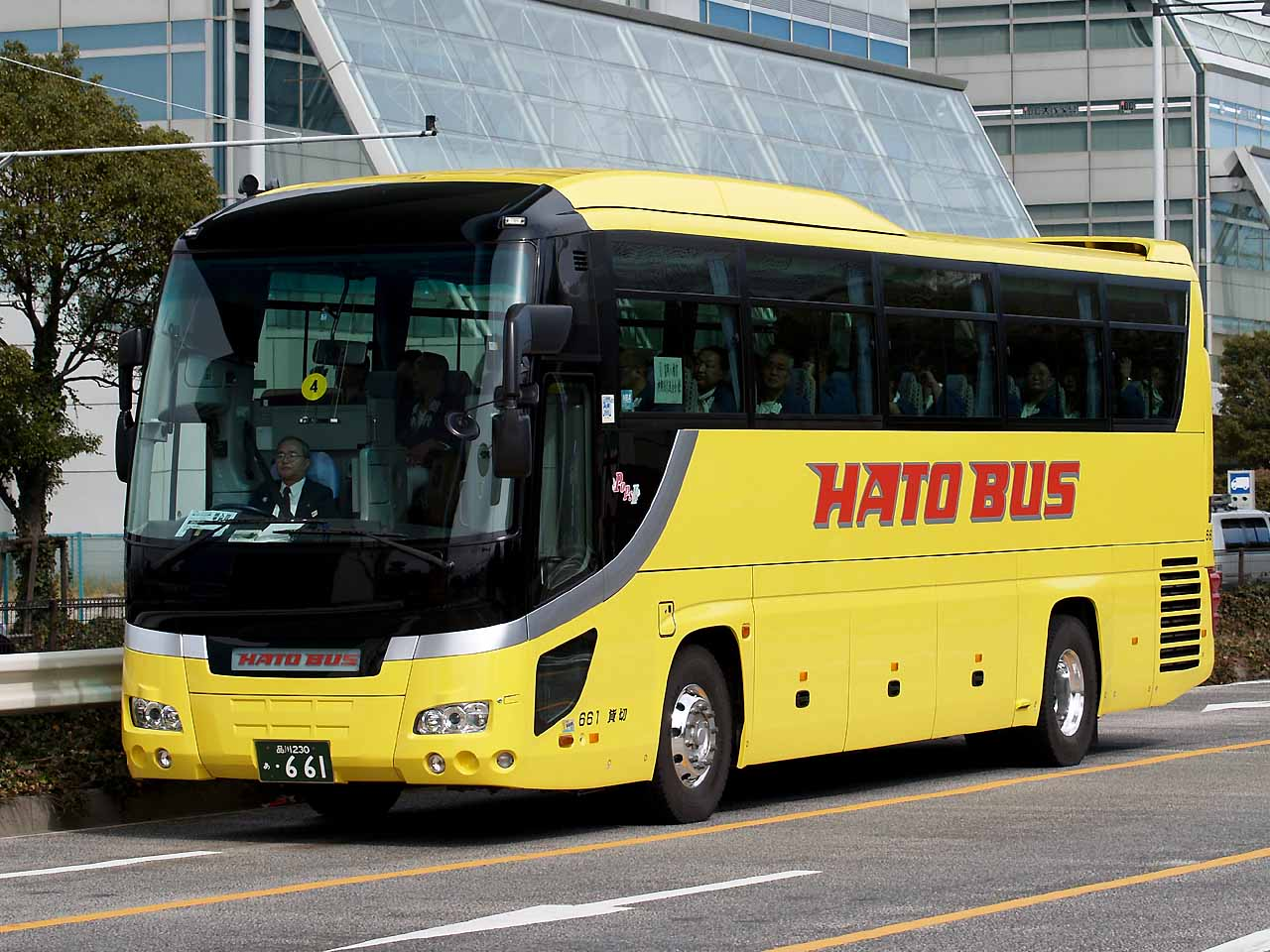
租赁用车（新型gala）
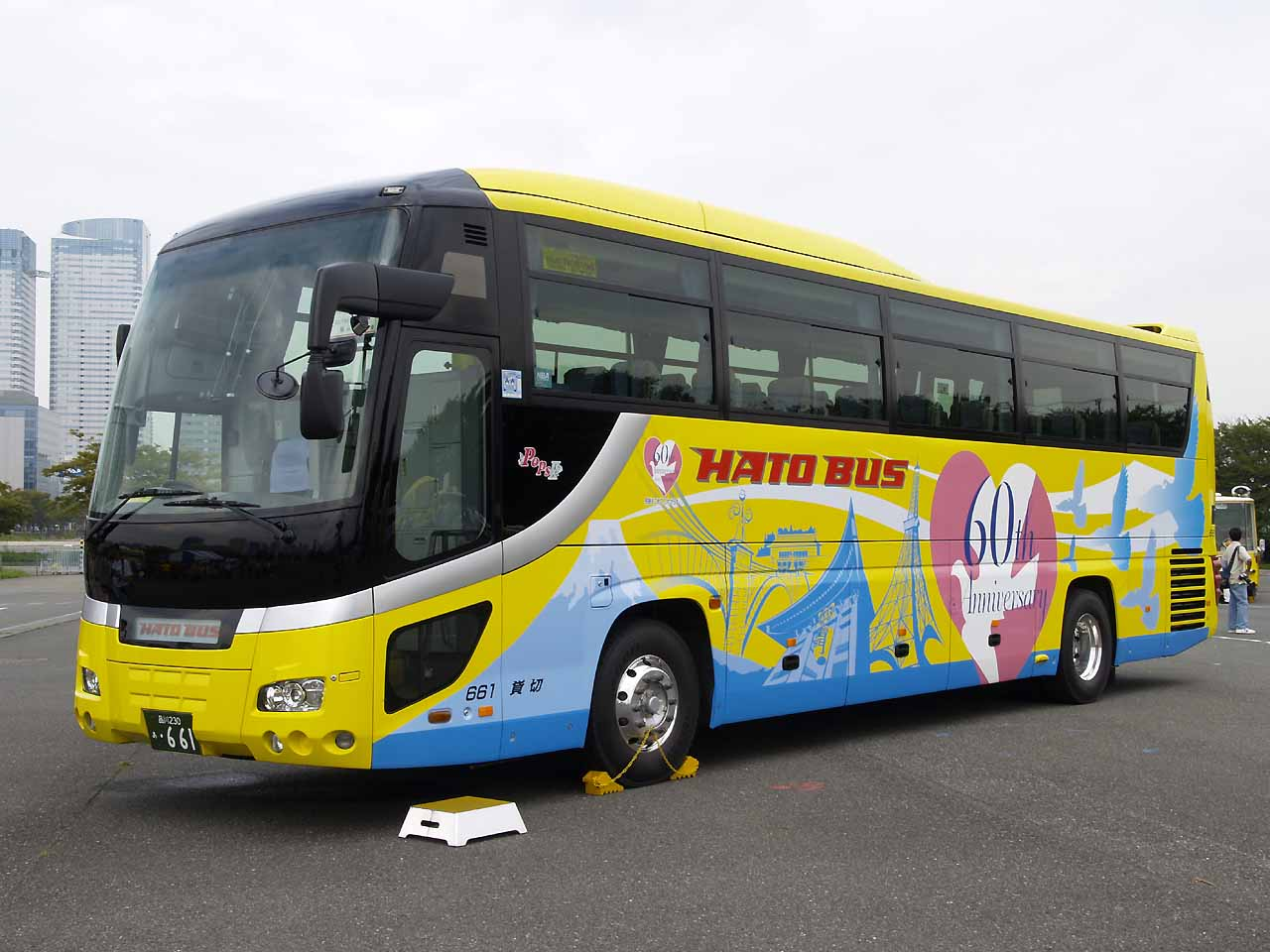
公司成立60周年纪念版
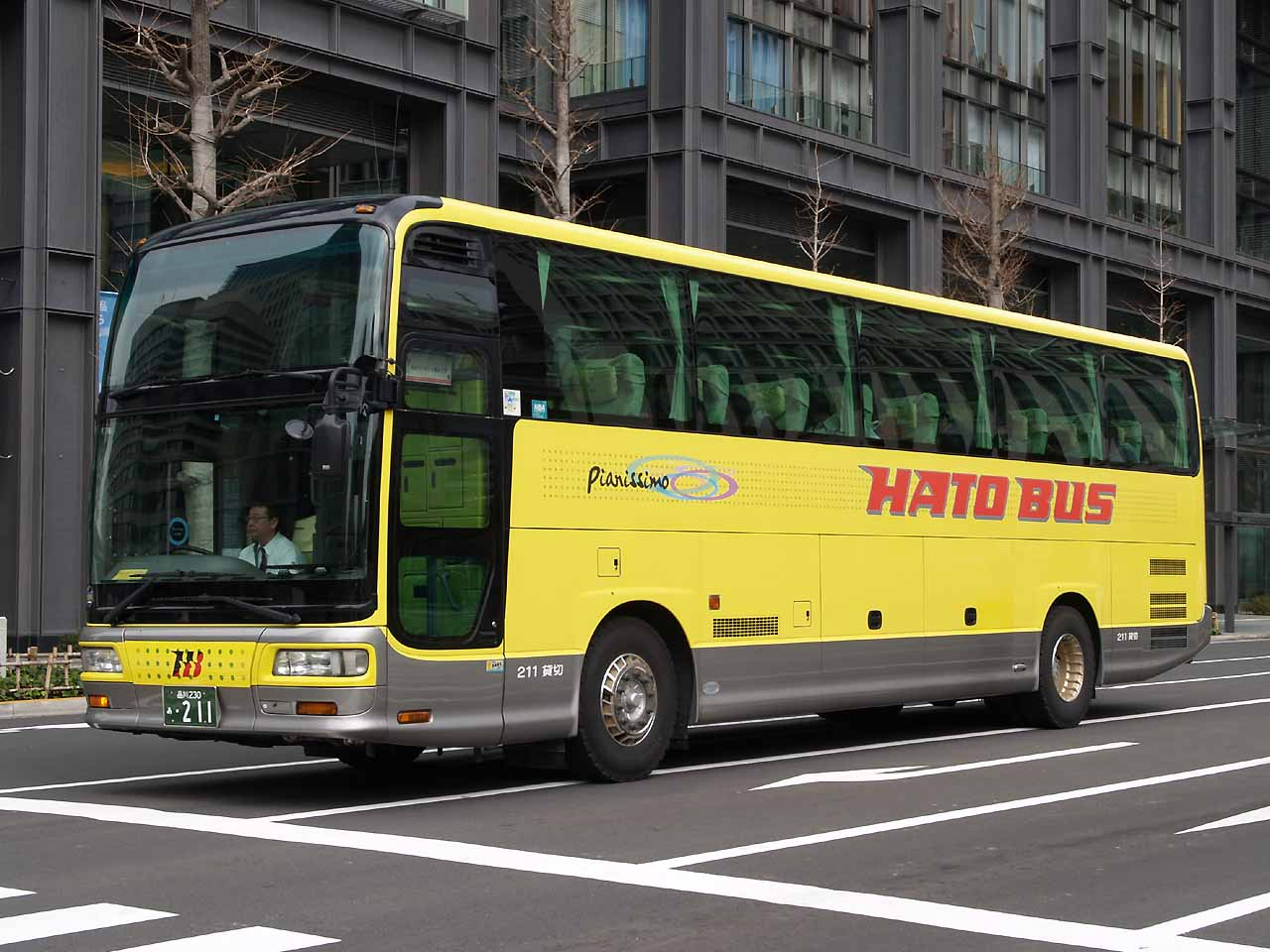
旅游车pianissimo
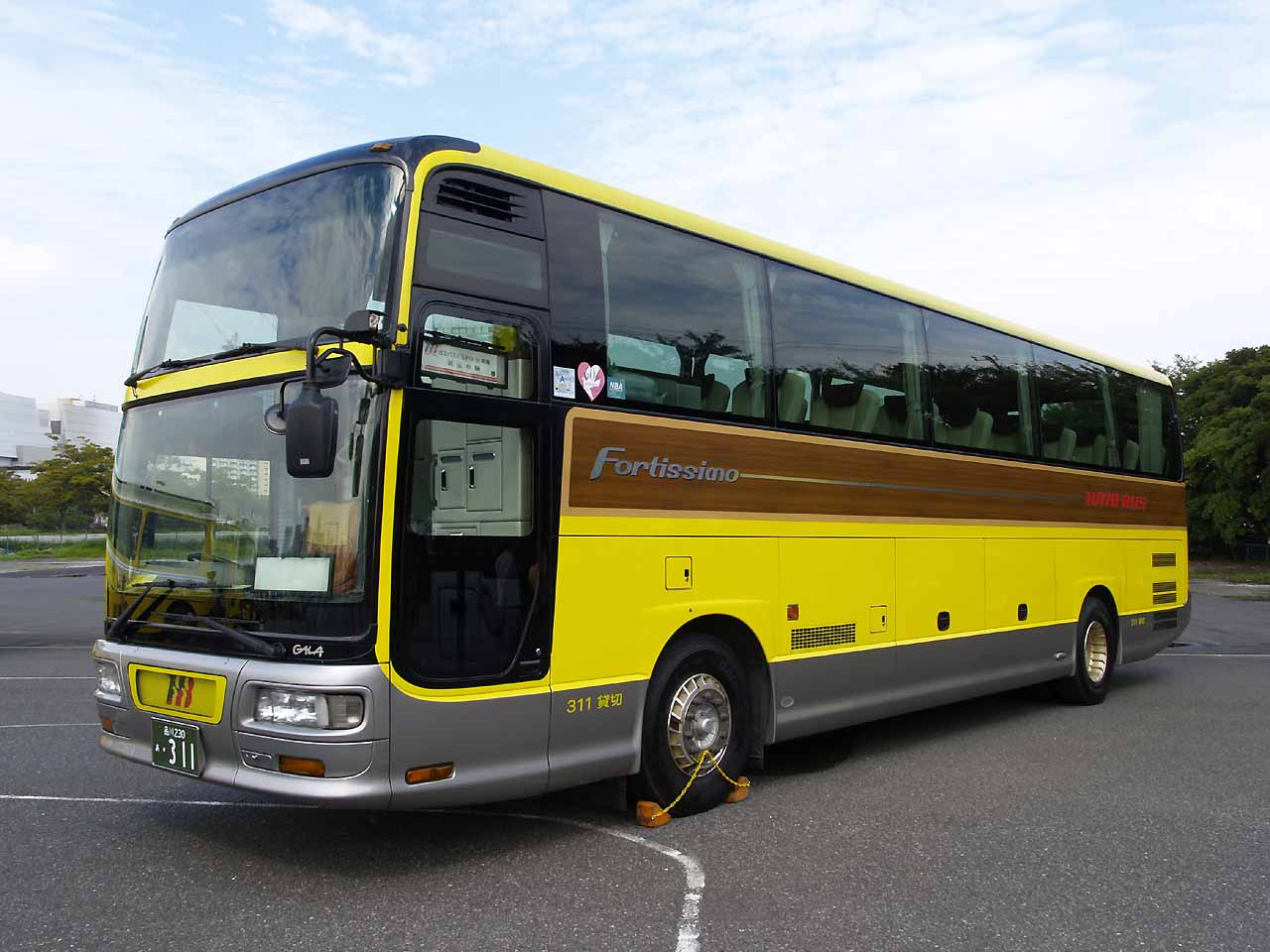
旅游车Fortissimo
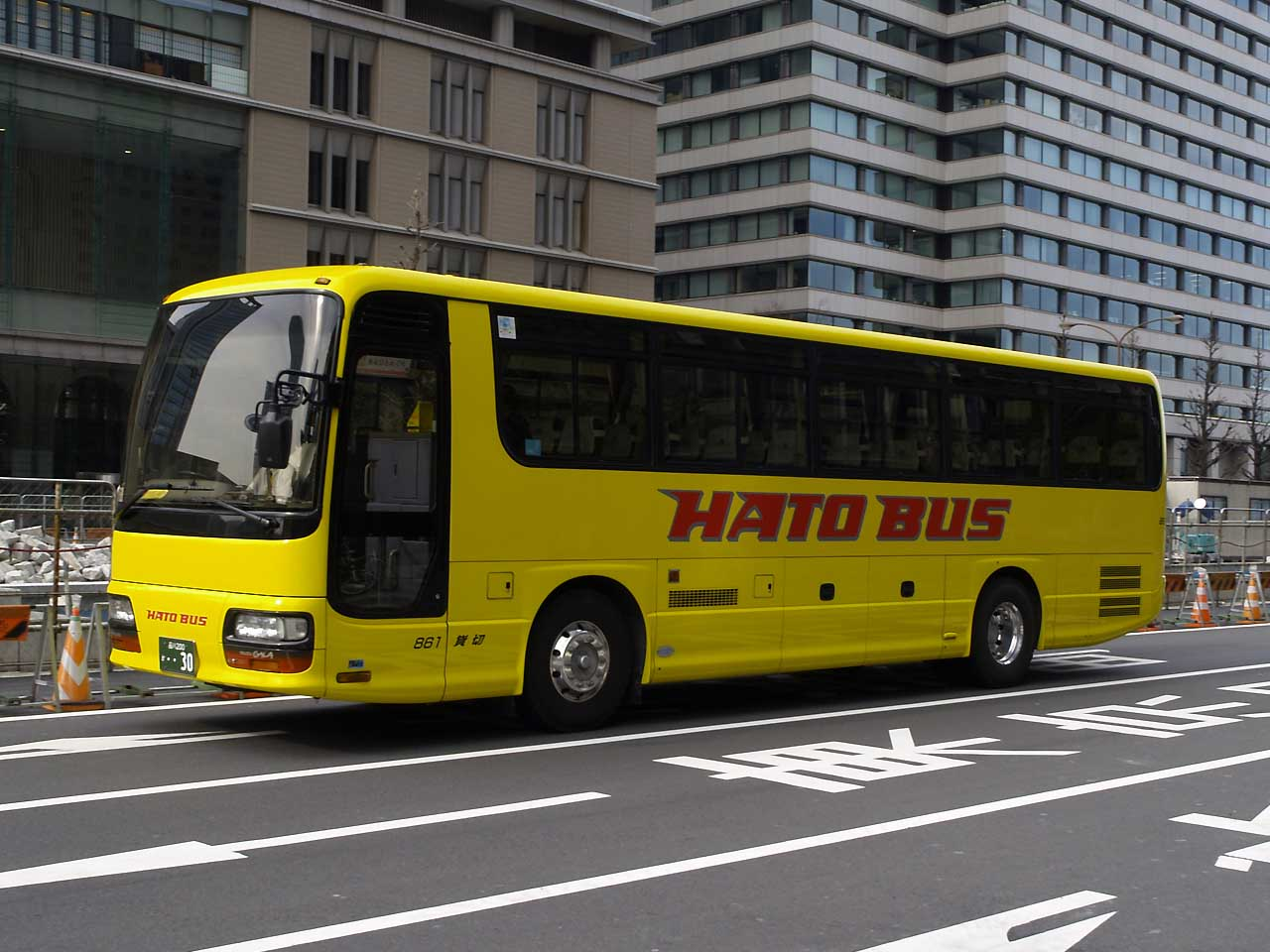
上高地专用车（车体缩小，环保型）
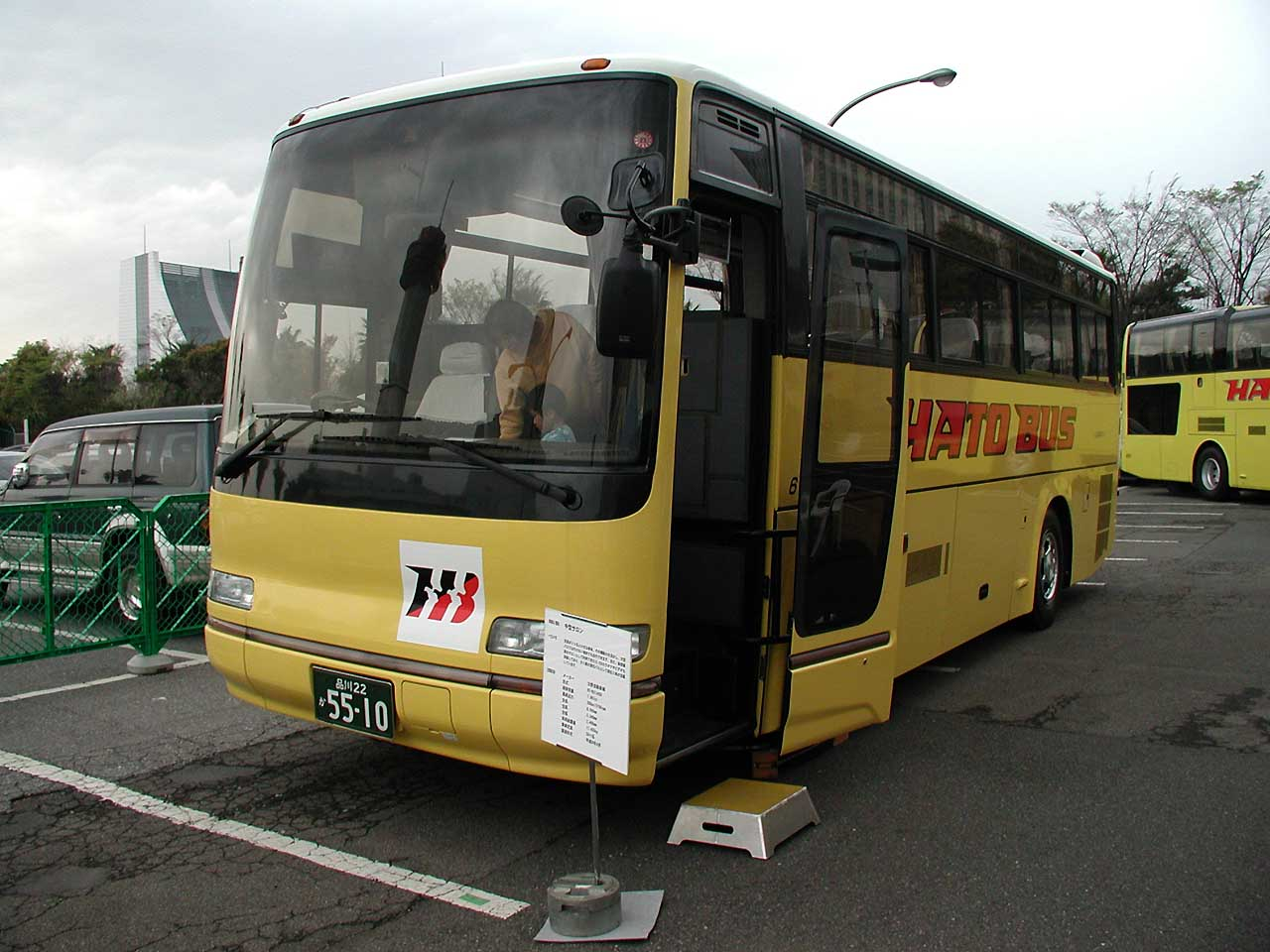
中型车（废止）
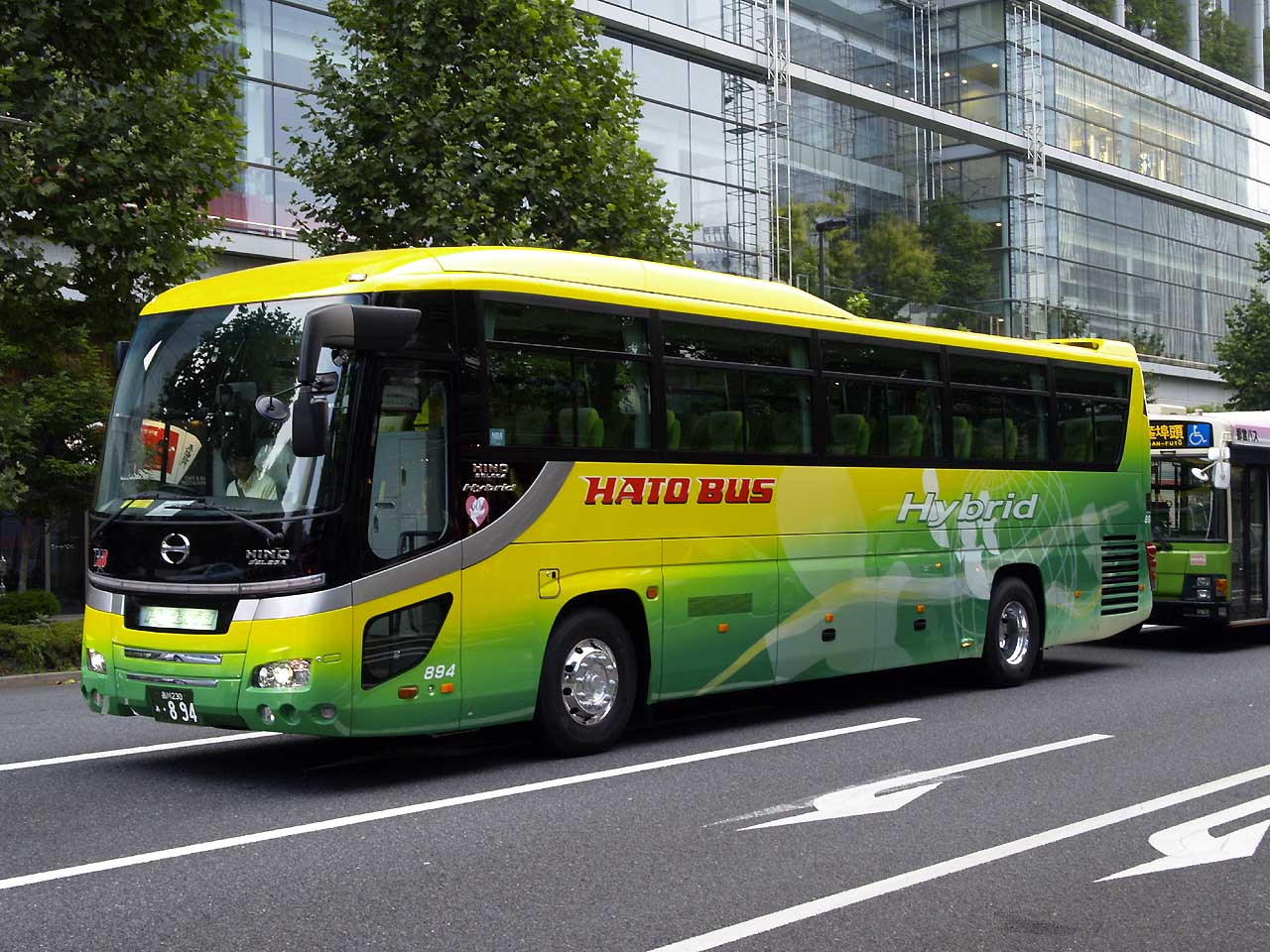
selega环保型

### 进口车和双层车
1983年曾租賃西德Setra巴士，1987年引入西德Drogmoller雙層巴士。1997年购入两辆比利时VAN HOOL生产的巴士2005年涂装成Hello Kitty的样子运营。此外还有90年代及千禧年代三菱生產的Aero King 巴士。

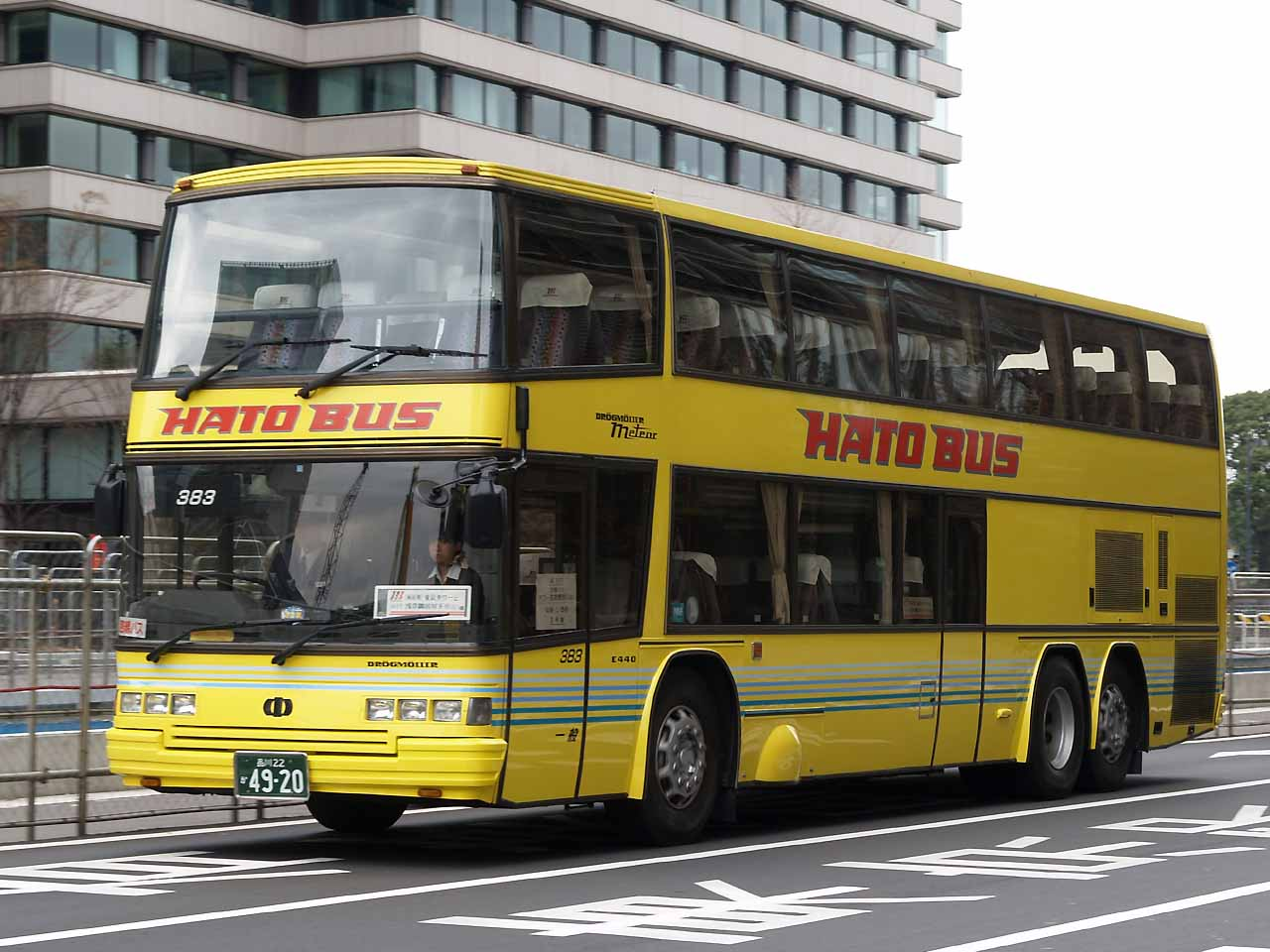
Drogmoller meteor, 翻新後新色
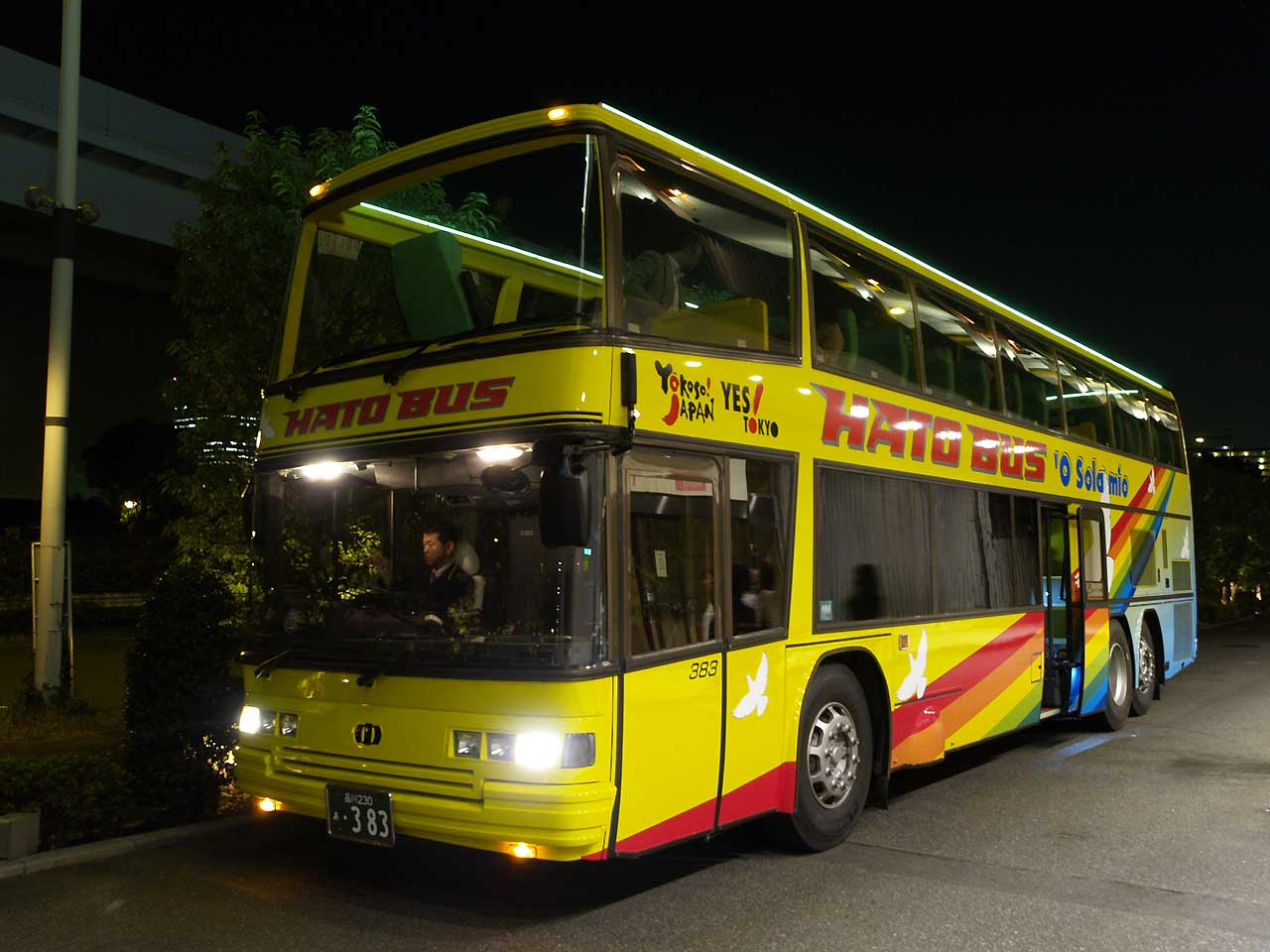
Drogmoller meteor O sola mio
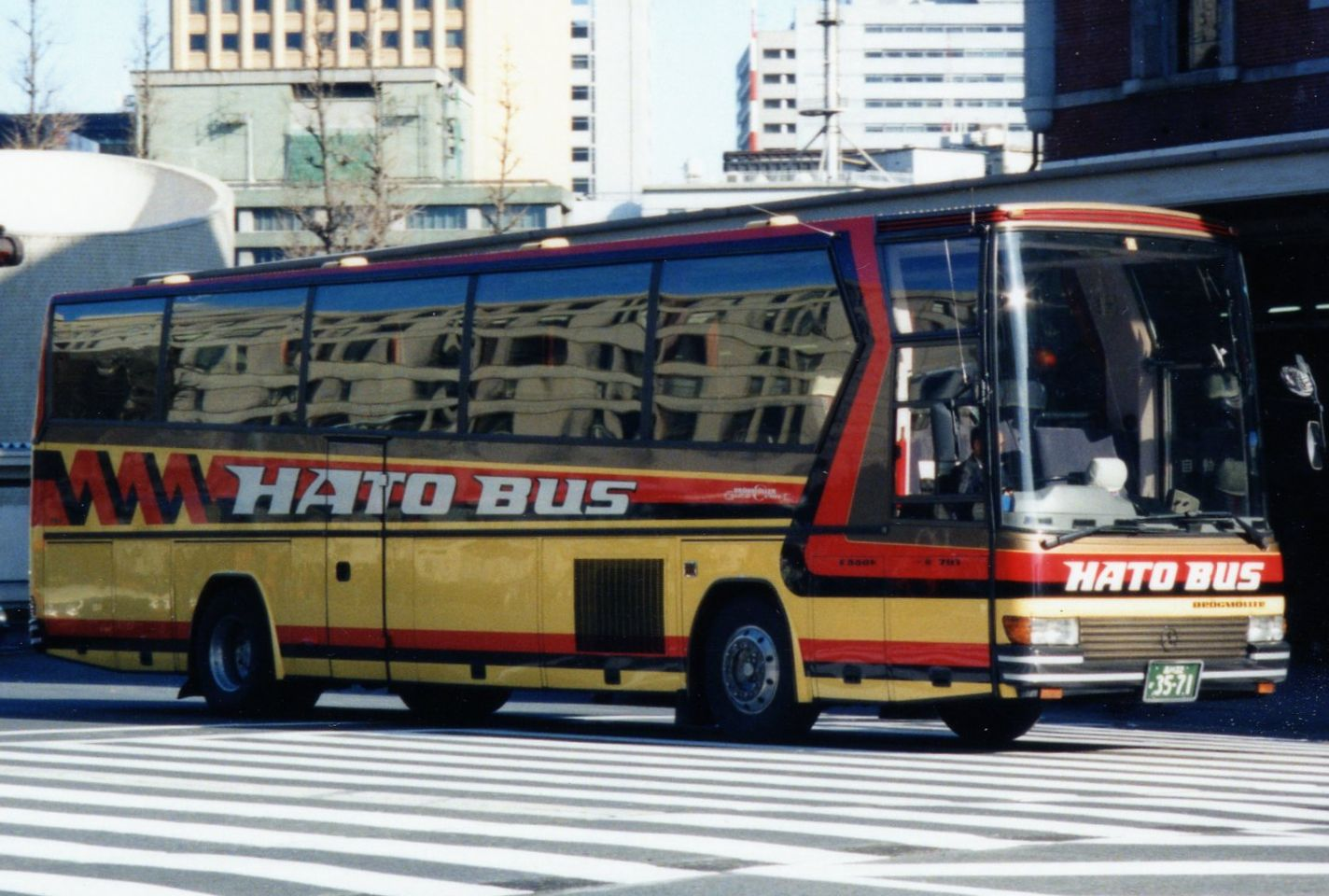
Euro-Comet
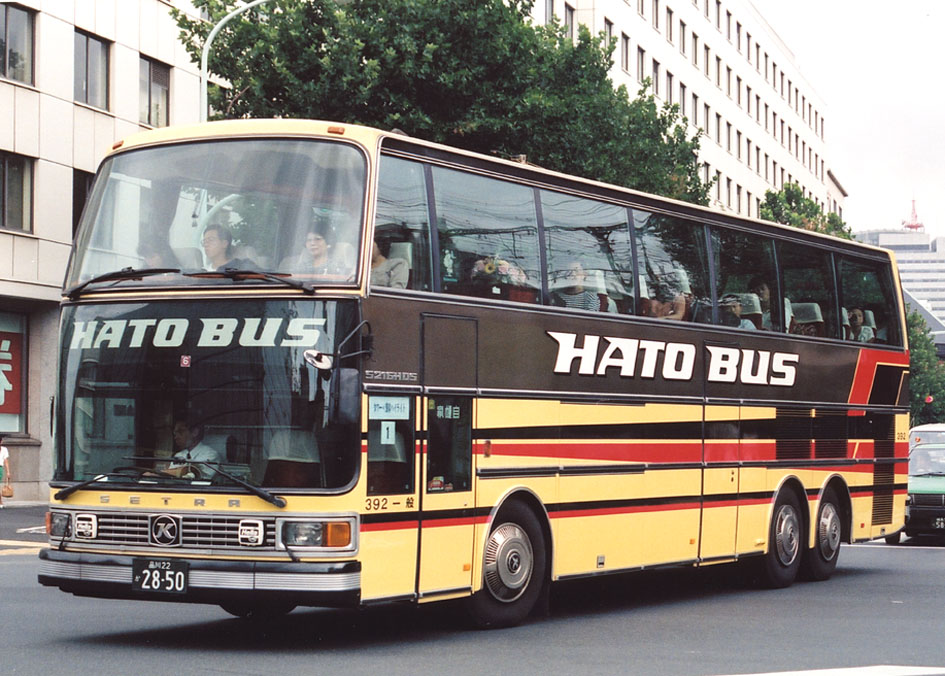
zetra
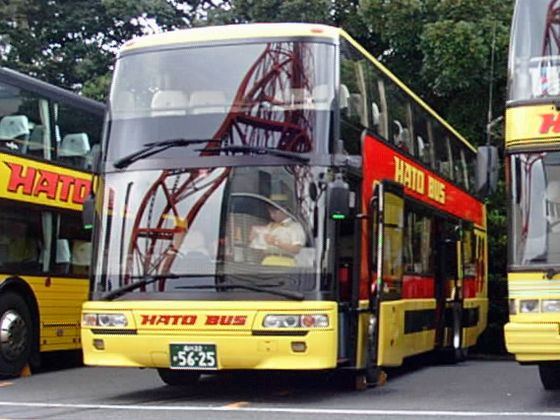
三菱重工（1997年式：MU612TA）
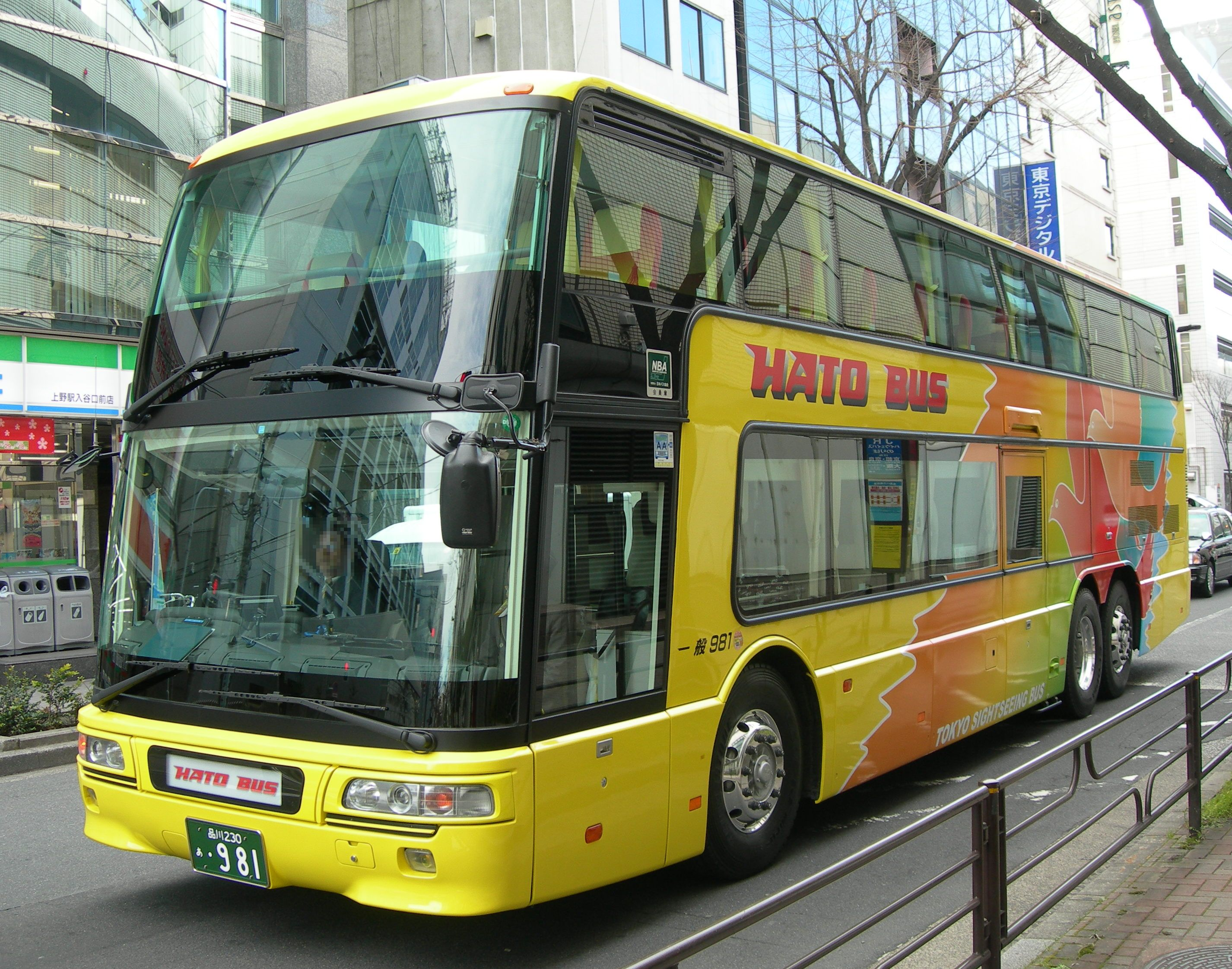
三菱重工Aero King（2009年式：MU66JS）
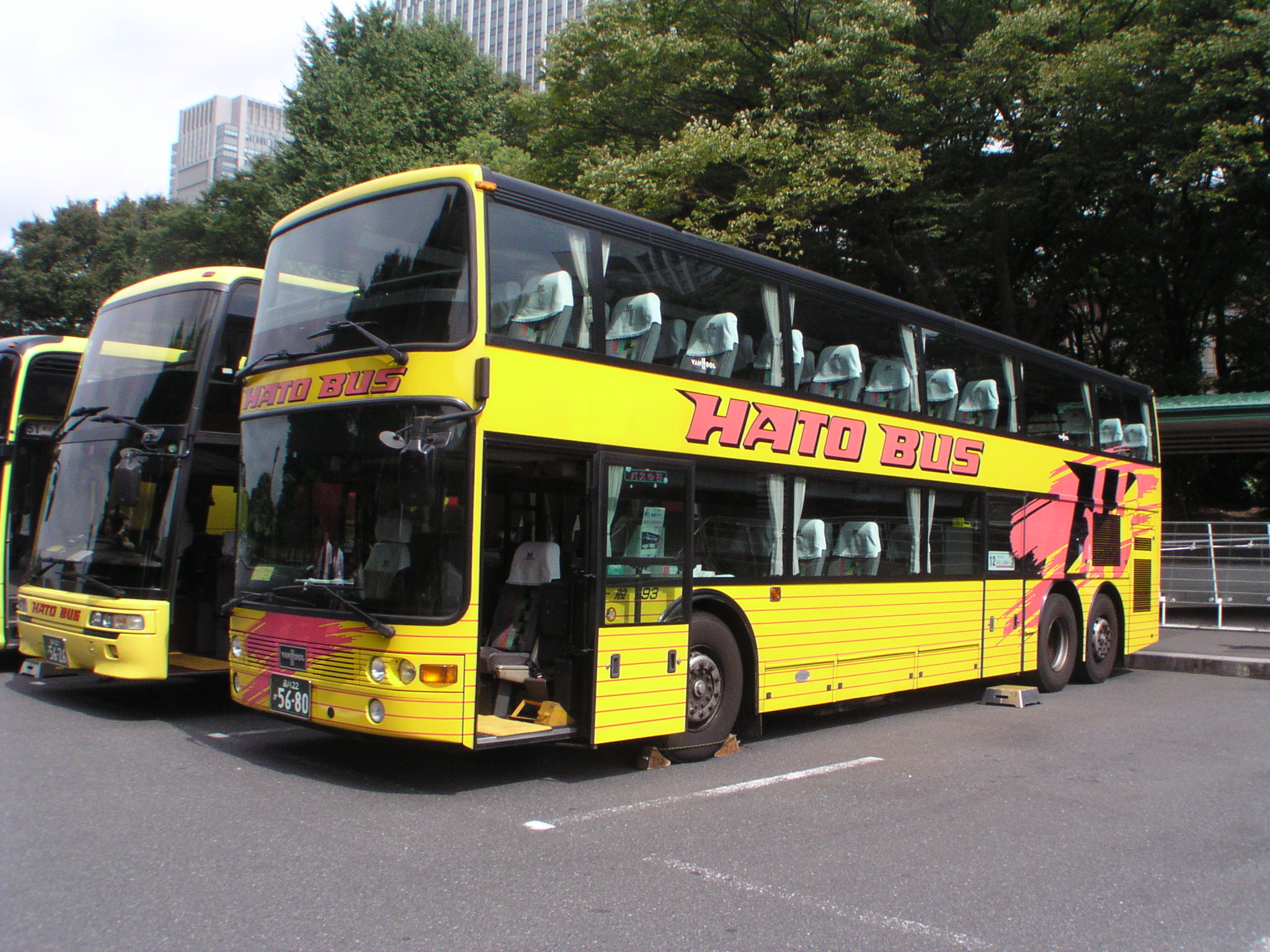
Van hool astromega 1997-2004

### 其他
此外哈多巴士还自己生产并改装三菱重工和VOLVO生产的巴士。

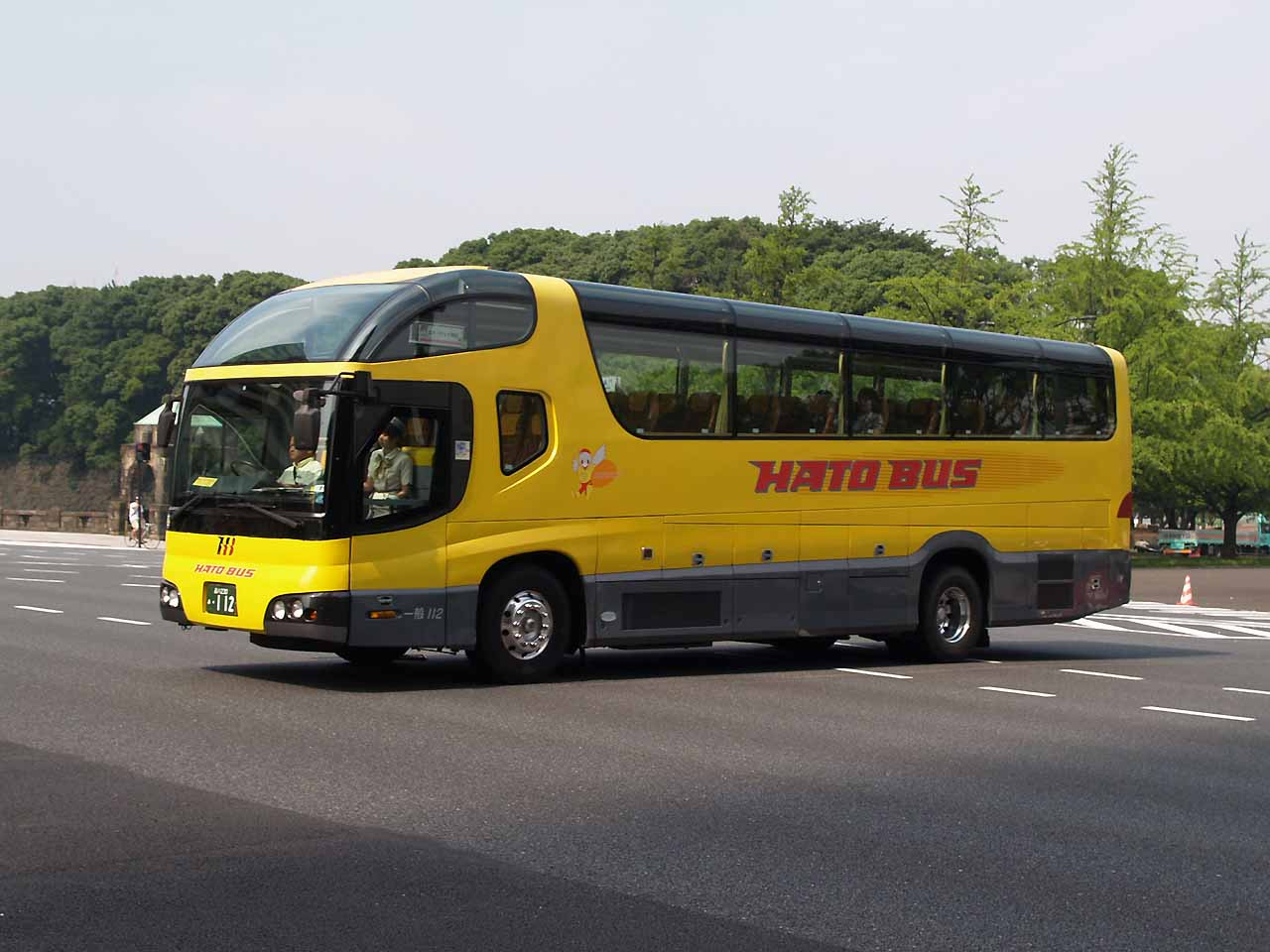
公司成立50周年版
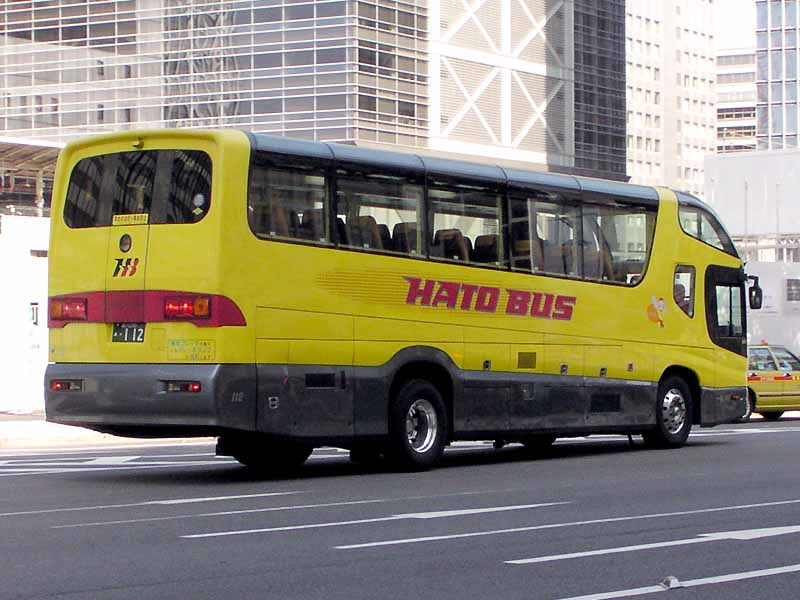
鸽丸
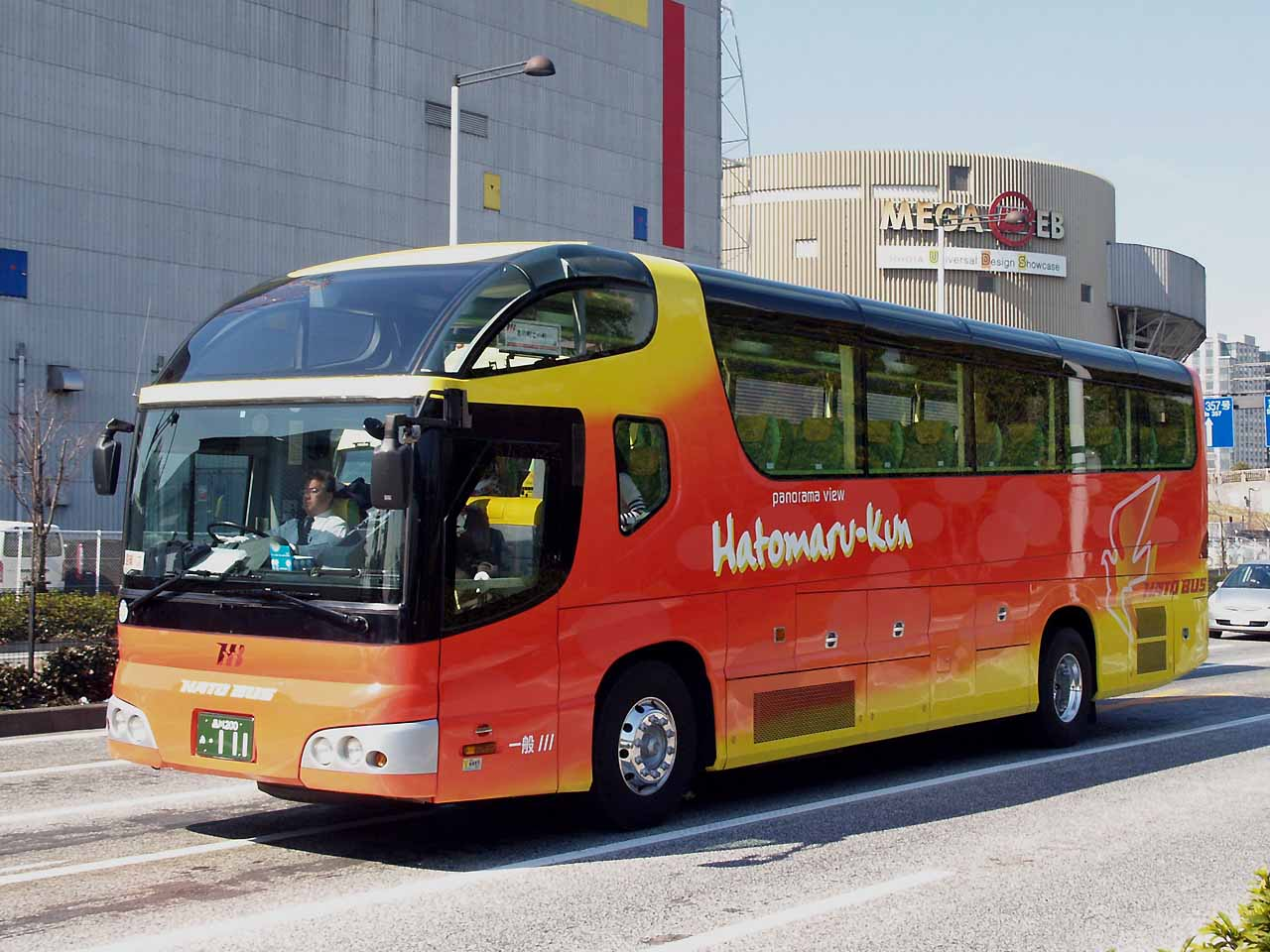
鸽丸（2007年末以后）
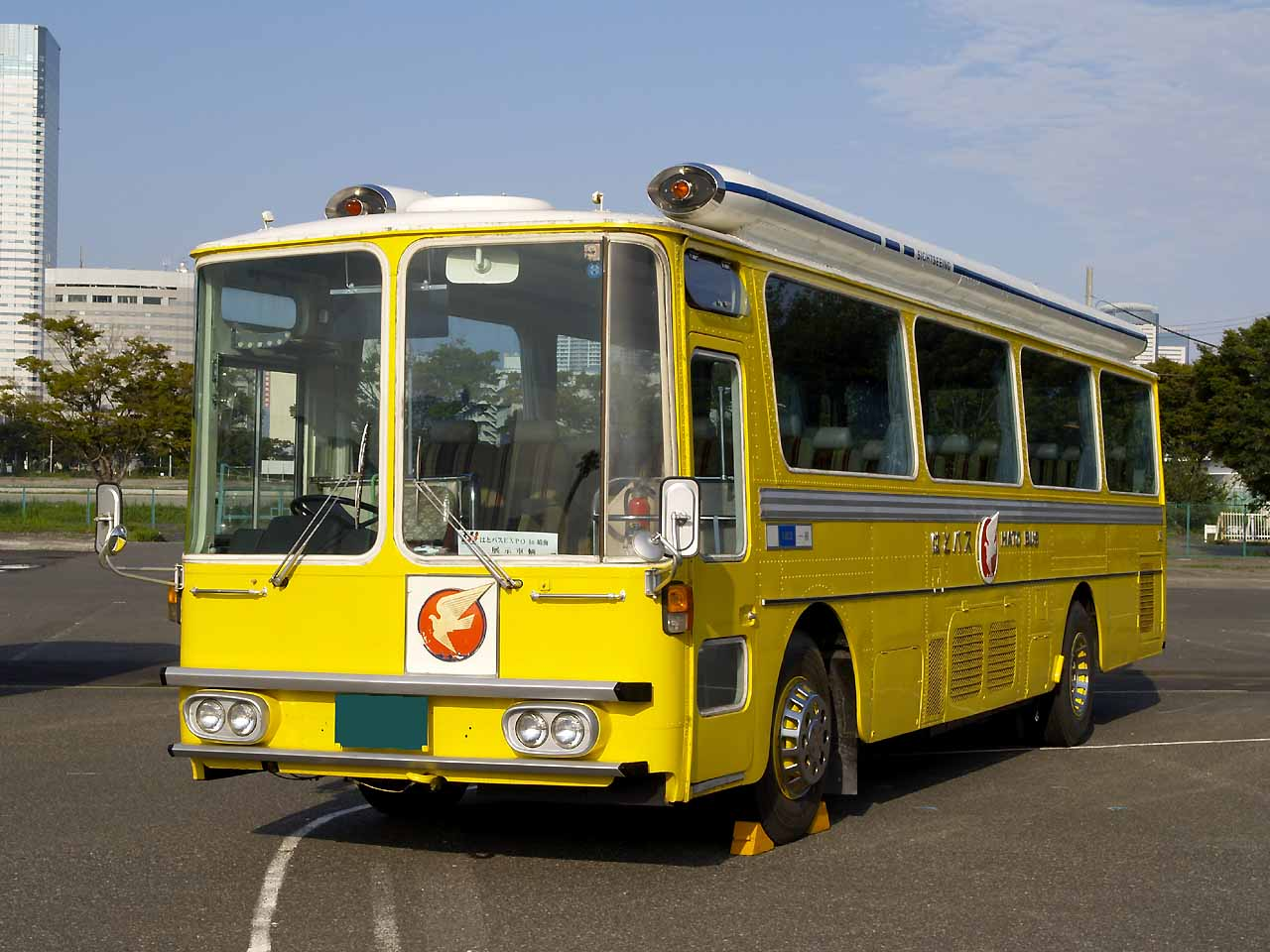
超级巴士（保存车・三菱重工 B915N）

### 涂装
基本使用醒目的黄色涂装。从比利时和德国引进的双层巴士使用与制造国国旗颜色一致的黑色和红色涂装。
公司标记以红日为背景的白鸽图案是由东京艺术大学高田正二郎教授设计。象征日本和平。平成元年开始使用H（ato）和B（us）。

## 都营巴士委托业务
2003年东京都将一部分都营巴士的运营业务委托给哈多巴士管理。
- 都营巴士杉並支所-小滝桥营业所杉並支所
- 都营巴士临海支所-江户川营业所临海支所
- 都营巴士青户支所-南千住营业所青户支所
- 都营巴士港南支所-品川营业港南支所
- 都营巴士新宿支所-涩谷营业所新宿支所